# The Wretched Spawn
The Wretched Spawn è un album dei Cannibal Corpse pubblicato nel 2004 dalla Metal Blade Records. La copertina mostra una donna che sta dando i natali al discendente del demonio. Il disco mostra alcune sostanziali differenze rispetto ai precedenti lavori, col sound che si sposta più verso il death metal tradizionale rispetto al brutal da sempre marchio di fabbrica del gruppo.

## Tracce
1. Severed Head Stoning – 1:45
2. Psychotic Precision – 2:56
3. Decency Defied – 2:59
4. Frantic Disembowelment – 2:50
5. The Wretched Spawn – 4:09
6. Cyanide Assassin – 3:11
7. Festering in the Crypt – 4:38
8. Nothing Left to Mutilate – 3:49
9. Blunt Force Castration – 3:27
10. Rotted Body Landslide – 3:24
11. Slain – 3:32
12. Bent Backwards and Broken – 2:58
13. They Deserve to Die – 4:43

## Formazione
- George "Corpsegrinder" Fisher - voce
- Jack Owen- chitarra
- Pat O'Brien - chitarra
- Alex Webster - basso
- Paul Mazurkiewicz - batteria